# 五龙桥 (苏州市)

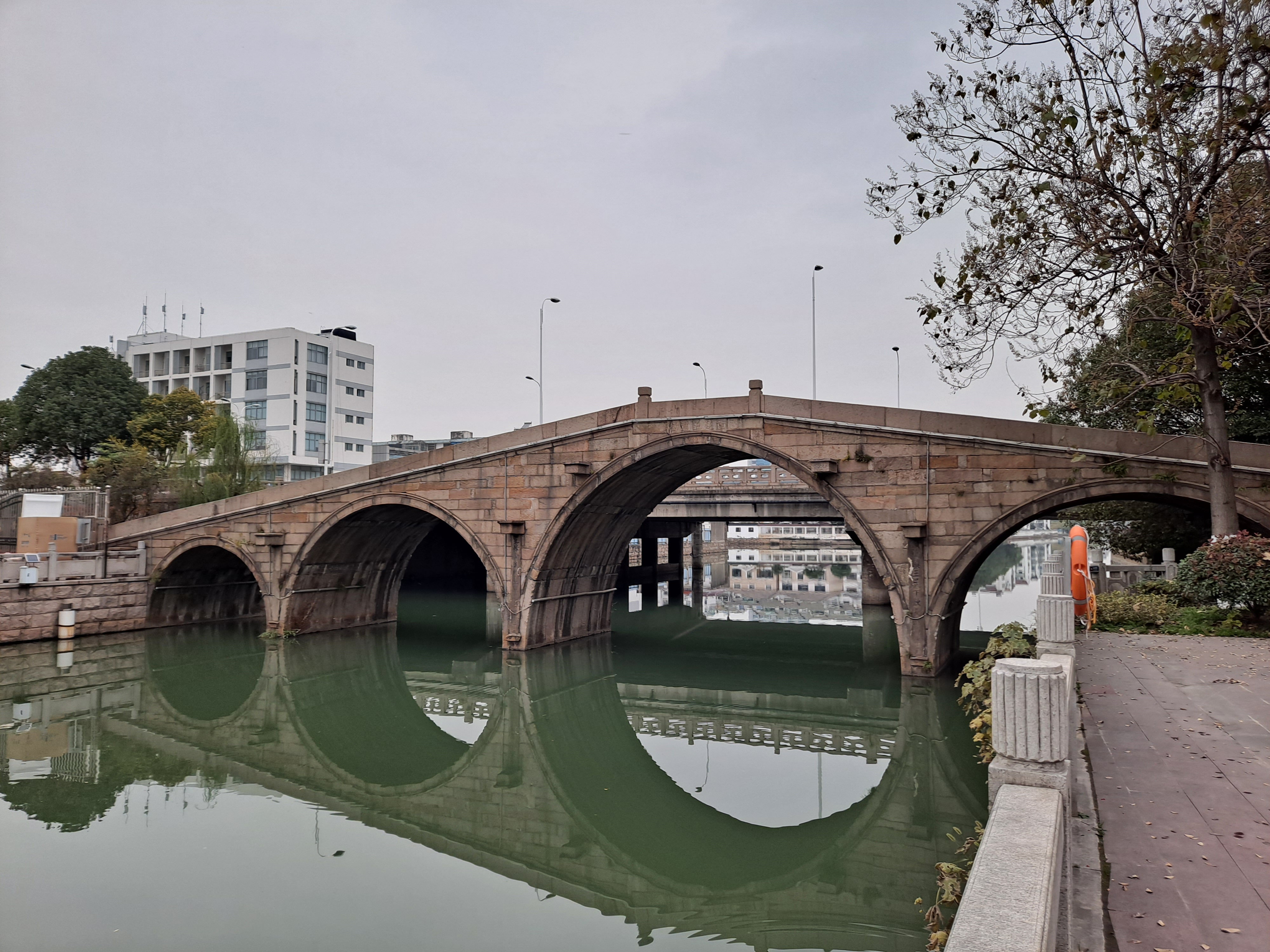
五龙桥

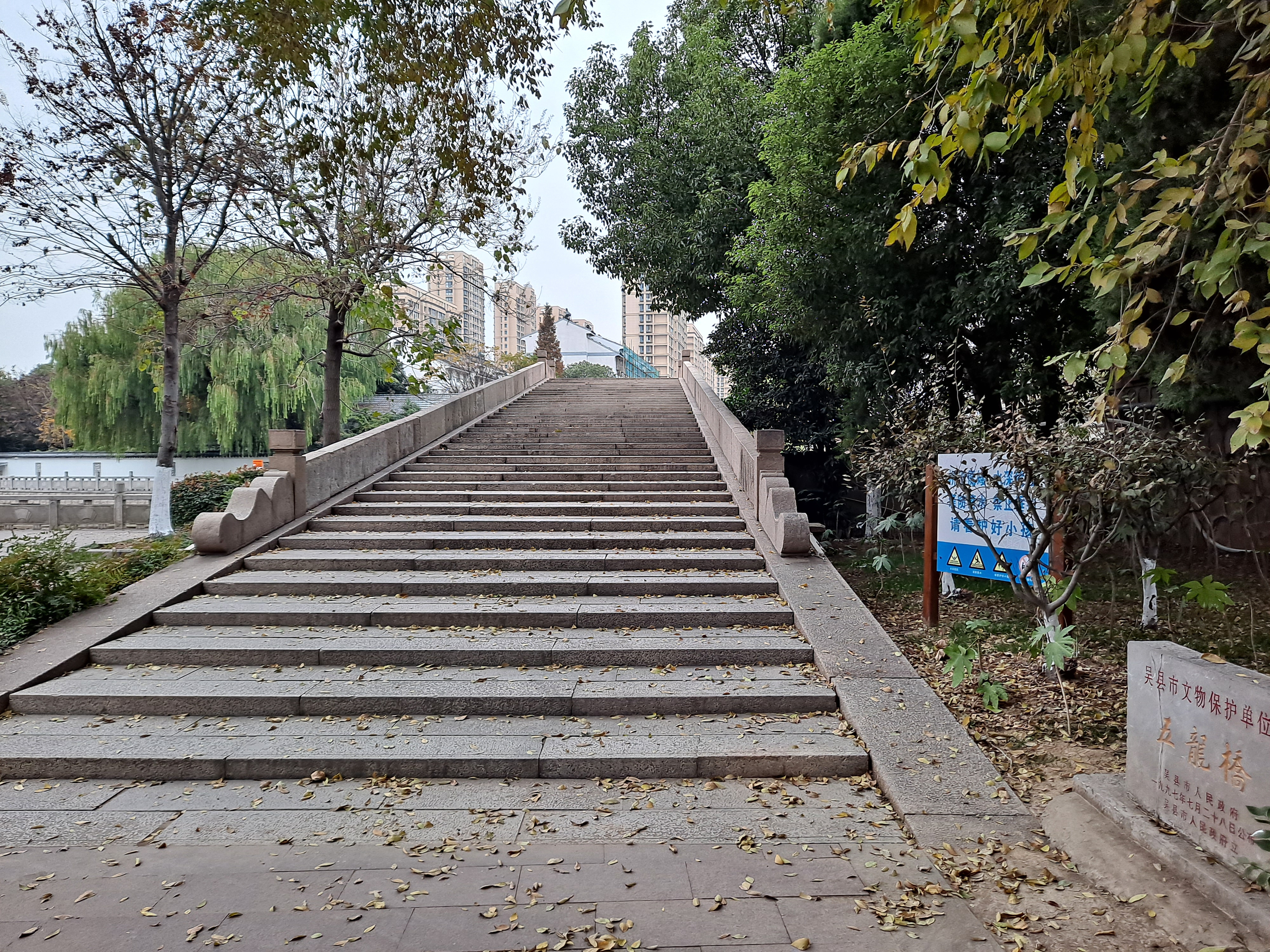
五龙桥

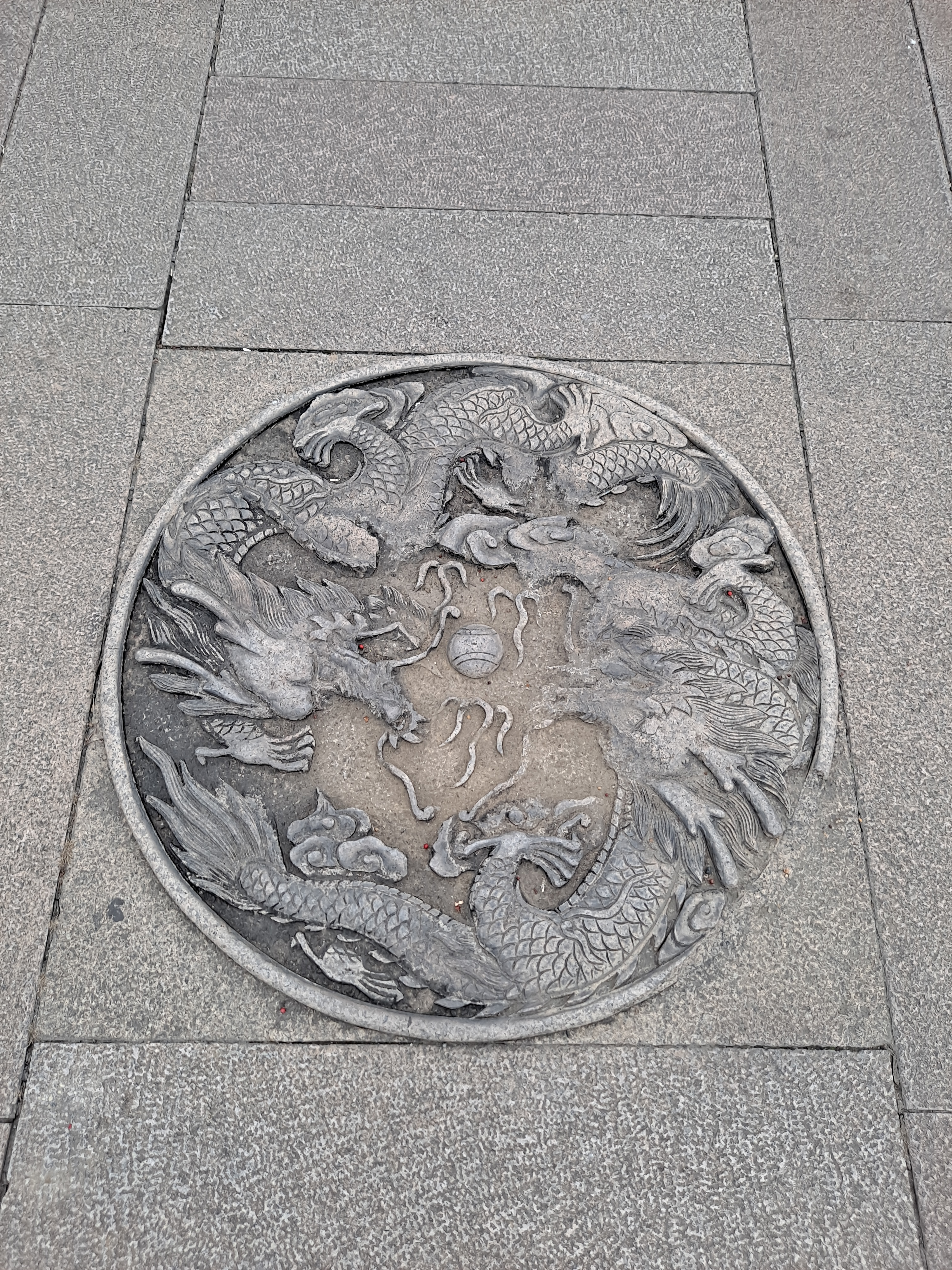
五龙桥面上的雕刻

五龙桥，又称五泓桥，位于中国江苏省苏州市吴中区西塘河京杭大运河入口处，五龙桥始建于南宋淳熙年间，为苏州市文物保护单位。五龙桥周边建有五龙桥公园。